# Đồng Cương
Đồng Cương là một xã thuộc huyện Yên Lạc, tỉnh Vĩnh Phúc, Việt Nam.
Xã Đồng Cương có diện tích 6,29 km², dân số năm 1999 là 7.011 người, mật độ dân số đạt 1.115 người/km².